# Circoscrizione Roma-Viterbo-Latina-Frosinone
La circoscrizione Roma-Viterbo-Latina-Frosinone era una circoscrizione elettorale italiana per l'elezione dell'Assemblea Costituente, nel 1946 (circoscrizione XX), e della Camera dei deputati, dal 1948 al 1993 (circoscrizione XIX).
Comprendeva le province di Roma, Viterbo, Latina e Frosinone.
Era prevista dalla Tabella A di cui al decreto legislativo luogotenenziale 10 marzo 1946, n. 74, poi ripresa dalla legge 20 gennaio 1948, n. 6 e dal decreto del presidente della Repubblica 30 marzo 1957, n. 361.
Nel 1993 la circoscrizione fu soppressa: la provincia di Roma venne a coincidere con la circoscrizione Lazio 1; le province di Viterbo, Latina e Frosinone furono inglobate nella circoscrizione Lazio 2, insieme alla provincia di Rieti (già ricompresa nella circoscrizione Perugia-Terni-Rieti).
Di seguito i risultati di lista e i deputati eletti, ordinati secondo il numero di preferenze ottenute.

## Elezioni politiche 1946
| Liste                                                            | Voti      | %     | Seggi |
| ---------------------------------------------------------------- | --------- | ----- | ----- |
| Democrazia Cristiana                                             | 451.841   | 32,41 | 11    |
| Partito Repubblicano Italiano                                    | 211.514   | 15,17 | 5     |
| Partito Comunista Italiano                                       | 197.359   | 14,16 | 4     |
| Partito Socialista Italiano di Unità Proletaria                  | 148.868   | 10,68 | 3     |
| Unione Democratica Nazionale                                     | 98.870    | 7,09  | 2     |
| Fronte dell'Uomo Qualunque                                       | 97.685    | 7,01  | 2     |
| Blocco Nazionale della Libertà                                   | 88.094    | 6,32  | 2     |
| Alleanza Monarchica Italiana                                     | 30.505    | 2,19  | -     |
| Partito d'Azione                                                 | 16.537    | 1,19  | -     |
| Concentrazione Democratica Repubblicana                          | 6.923     | 0,50  | -     |
| Concentrazione Nazionale Combattenti e Reduci                    | 5.411     | 0,39  | -     |
| Centro Politico Italiano                                         | 5.063     | 0,36  | -     |
| Movimento Unionista Italiano                                     | 4.618     | 0,33  | -     |
| Movimento Nazionale per la Ricostruzione                         | 4.605     | 0,33  | -     |
| Partito Cristiano Sociale                                        | 4.099     | 0,29  | -     |
| Partito Repubblicano Socialista                                  | 3.611     | 0,26  | -     |
| Partito dei Contadini d'Italia                                   | 3.288     | 0,24  | -     |
| Partito del Reduce Italiano                                      | 3.009     | 0,22  | -     |
| Unione Democratica Indipendente Lavoro e Libertà                 | 2.242     | 0,16  | -     |
| Partito Socialista Riformista                                    | 2.234     | 0,16  | -     |
| Lega Pacifista Italiana                                          | 2.069     | 0,15  | -     |
| Gruppo Politico Italiani di Sicilia, d'Africa e del Mediterraneo | 1.995     | 0,14  | -     |
| La Giovine Italia                                                | 985       | 0,07  | -     |
| Partito Progressista Italiano                                    | 780       | 0,06  | -     |
| Confederazione Generale Femminile Italiana del Lavoro            | 662       | 0,05  | -     |
| Unione Nazionale Sinistrati di Guerra                            | 612       | 0,04  | -     |
| Partito Unione Nazionale                                         | 573       | 0,04  | -     |
| Totale                                                           | 1.394.052 |       | 29    |

| Democrazia Cristiana | Partito Repubblicano Italiano | Partito Comunista Italiano | Partito Socialista Italiano di Unità Proletaria                                                                      |
| --- | --- | --- | --- |
| - → Alcide De Gasperi - Camillo Corsanego - Igino Giordani - Pietro Campilli - Francesco Maria Dominedò - Paolo Bonomi - Giulio Andreotti - Florestano Di Fausto - Nicola Angelucci - Angela Maria Guidi Cingolani - → Giuseppe Caronia - Giacomo De Palma - Camillo Orlando | - Giovanni Conti - Ugo Della Seta - → Arnaldo Azzi - Girolamo Grisolia - → Tomaso Perassi - Ludovico Camangi - Giuseppe Salvatore Bellusci | - → Palmiro Togliatti - → Umberto Nobile - Edoardo D'Onofrio - Enrico Minio - Cesare Massini - Nadia Gallico Spano                                    | - → Giuseppe Romita - Giuseppe Saragat - → Pietro Nenni - → Gianmatteo Matteotti - Angelo Carboni - Giuseppe Alberti |
| Unione Democratica Nazionale | Fronte dell'Uomo Qualunque | Blocco Nazionale della Libertà | |
| - → Vittorio Emanuele Orlando - → Francesco Saverio Nitti - → Ivanoe Bonomi - → Benedetto Croce - Guglielmo Visocchi - Aldo Bozzi | - → Guglielmo Giannini - → Emilio Patrissi - → Milziade Venditti - Ottavio Mastrojanni - Giulio Perugi                                     | - → Vincenzo Selvaggi - → Roberto Bencivenga - → Roberto Lucifero d'Aprigliano - → Alberto Bergamini - Francesco Marinaro - Luigi Filippo Benedettini | |

1. ↑  Opta per la circoscrizione Trento
2. ↑  Opta per la circoscrizione Catania-Messina-Siracusa-Ragusa-Enna
3. 1 2 3 4 5 6 7 8 9 10 11 12 13 14 15  Opta per il collegio unico nazionale
4. ↑  Deceduto il 18 gennaio 1947; sostituito da Bruno Bernabei il 6 febbraio. Questi deceduto il 23 dicembre 1947; sostituito da Leone Azzali il 15 gennaio 1948
5. ↑  Opta per la circoscrizione Cuneo-Alessandria-Asti
6. ↑  Opta per la circoscrizione Pisa-Livorno-Lucca-Massa Carrara
7. ↑  Dimissionario il 23 luglio 1946; sostituito da Mario Zagari il 24 luglio
8. ↑  Elezione annullata il 10 dicembre 1946 (in seguito all'accertamento di una causa di ineleggibilità); sostituito da Dante Veroni il 6 febbraio 1947 (avendo Giovanni Persico optato per il collegio unico nazionale)
9. ↑  Opta per la circoscrizione Catanzaro-Cosenza-Reggio Calabria

## Elezioni politiche 1948
| Liste                                                 | Voti      | %     | Seggi |
| ----------------------------------------------------- | --------- | ----- | ----- |
| Democrazia Cristiana                                  | 859.077   | 51,86 | 20    |
| Fronte Democratico Popolare                           | 450.593   | 27,20 | 10    |
| Partito Repubblicano Italiano                         | 108.601   | 6,56  | 2     |
| Movimento Sociale Italiano                            | 73.269    | 4,42  | 1     |
| Unità Socialista                                      | 66.410    | 4,01  | 1     |
| Blocco Nazionale                                      | 40.317    | 2,43  | -     |
| Partito Nazionale Monarchico - Alleanza del Lavoro    | 36.276    | 2,19  | -     |
| Movimento Nazionalista per la Democrazia Sociale      | 4.674     | 0,28  | -     |
| Partito Cristiano Sociale                             | 4.624     | 0,28  | -     |
| Concentrazione Nazionale per la Democrazia Socialista | 2.046     | 0,12  | -     |
| Blocco Popolare Unionista                             | 1.999     | 0,12  | -     |
| Gruppo Politico La Destra                             | 1.470     | 0,09  | -     |
| Partito dei Contadini d'Italia                        | 1.175     | 0,07  | -     |
| Fronte Nazionale Progressista                         | 1.038     | 0,06  | -     |
| Fronte degli Italiani                                 | 990       | 0,06  | -     |
| Partito Demolaburista Italiano                        | 799       | 0,05  | -     |
| Partito Mazziniano Italiano                           | 668       | 0,04  | -     |
| Fronte Unico Anticomunista - Risveglio Nazionale      | 647       | 0,04  | -     |
| Concentrazione Nazionale Combattenti Uniti            | 624       | 0,04  | -     |
| Movimento Italiano Federazione Europea                | 470       | 0,03  | -     |
| Unione Movimenti Federalisti                          | 425       | 0,03  | -     |
| Unione Nazionale                                      | 274       | 0,02  | -     |
| Totale                                                | 1.656.466 |       | 34    |

| Democrazia Cristiana | Democrazia Cristiana | Fronte Democratico Popolare |
| --- | --- | --- |
| - → Alcide De Gasperi - Giulio Andreotti - Paolo Bonomi - Cesare Augusto Fanelli - Pietro Campilli - Nicola Angelucci - Camillo Corsanego - Pietro Germani - Igino Giordani - Francesco Maria Dominedò - → Pier Carlo Restagno - Angela Maria Guidi Cingolani - Camillo Orlando - Giacomo De Palma - Pia Lombardi - → Giuseppe Caronia - Florestano Di Fausto - Alberto De Martino - Ortensio Pierantozzi - Stefano Reggio D'Aci - Vincenzo Cecconi - Mario Lauro Pietrosanti - Giorgio Mastino Del Rio | - → Alcide De Gasperi - Giulio Andreotti - Paolo Bonomi - Cesare Augusto Fanelli - Pietro Campilli - Nicola Angelucci - Camillo Corsanego - Pietro Germani - Igino Giordani - Francesco Maria Dominedò - → Pier Carlo Restagno - Angela Maria Guidi Cingolani - Camillo Orlando - Giacomo De Palma - Pia Lombardi - → Giuseppe Caronia - Florestano Di Fausto - Alberto De Martino - Ortensio Pierantozzi - Stefano Reggio D'Aci - Vincenzo Cecconi - Mario Lauro Pietrosanti - Giorgio Mastino Del Rio | - Palmiro Togliatti - Pietro Nenni - Oreste Lizzadri - Aldo Natoli - Domenico Emanuelli - Tomaso Smith - Giulio Turchi - Maria Lisa Cinciari Rodano - Arnaldo Azzi - Domenico Marzi |
| Partito Repubblicano Italiano | Movimento Sociale Italiano | Unità Socialista |
| - → Randolfo Pacciardi - → Ugo Della Seta - Giulio Belloni - Ludovico Camangi | - → Giorgio Almirante - Roberto Mieville | - → Giuseppe Saragat - → Matteo Matteotti - Mario Zagari |

- In data 11.10.1949 fu proclamato Guglielmo Giannini, in seguito alla rideterminazione del quoziente elettorale con conseguente attribuzione di un seggio al Blocco Nazionale; contestualmente, alla Democrazia Cristiana fu sottratto un seggio, già assegnato in sede di collegio unico nazionale, venendo perciò annullata l'elezione di Giovanni Tanasco, già subentrato a Giuseppe Fuschini (DOC).

1. ↑  Opta per la circoscrizione Trento-Bolzano
2. 1 2  Opta per il Senato
3. ↑  Opta per la circoscrizione Catania-Messina-Siracusa-Ragusa-Enna
4. ↑  Opta per la circoscrizione Pisa-Livorno-Lucca-Massa Carrara
5. ↑  Opta per il collegio unico nazionale
6. ↑  Opta per la circoscrizione Torino-Novara-Vercelli
7. ↑  Opta per la circoscrizione Venezia-Treviso

## Elezioni politiche 1953
| Liste                                           | Voti      | %     | Seggi |
| ----------------------------------------------- | --------- | ----- | ----- |
| Democrazia Cristiana                            | 671.437   | 36,90 | 15    |
| Partito Comunista Italiano                      | 425.123   | 23,36 | 10    |
| Movimento Sociale Italiano                      | 207.392   | 11,40 | 4     |
| Partito Socialista Italiano                     | 158.545   | 8,71  | 3     |
| Partito Nazionale Monarchico                    | 144.023   | 7,92  | 3     |
| Partito Socialista Democratico Italiano         | 58.427    | 3,21  | 1     |
| Partito Liberale Italiano                       | 57.278    | 3,15  | 1     |
| Partito Repubblicano Italiano                   | 49.487    | 2,72  | 1     |
| Unione Socialista Indipendente                  | 15.721    | 0,86  | -     |
| Unità Popolare                                  | 9.236     | 0,51  | -     |
| Alleanza Democratica Nazionale                  | 8.970     | 0,49  | -     |
| Centro Politico Italiano                        | 3.236     | 0,18  | -     |
| Partiti Nazionali Federati                      | 2.895     | 0,16  | -     |
| Unione Nazionale Democratica Impiegati Pubblici | 1.846     | 0,10  | -     |
| Movimento Femminile Italiano                    | 1.752     | 0,10  | -     |
| Partito Nettista Italiano                       | 1.706     | 0,09  | -     |
| Movimento Sociale Cristiano                     | 1.320     | 0,07  | -     |
| Partito Unitario Sociale Italiano               | 1.101     | 0,06  | -     |
| Totale                                          | 1.819.495 |       | 38    |

| Democrazia Cristiana | Partito Comunista Italiano | Movimento Sociale Italiano                                                                                             | Partito Socialista Italiano                                             |
| --- | --- | --- | ----------------------------------------------------------------------- |
| - → Alcide De Gasperi - Giulio Andreotti - Pietro Campilli - Paolo Bonomi - Renato Quintieri - Cesare Augusto Fanelli - Attilio Iozzelli - Vittorio Cervone - Nicola Angelucci - Giorgio Mastino Del Rio - Francesco Maria Dominedò - Alberto Folchi - Ruggero Villa - Pietro Germani - Maria Badaloni - Dino Penazzato | - → Palmiro Togliatti - Edoardo D'Onofrio - Aldo Natoli - Giulio Turchi - Renzo Silvestri - Pietro Ingrao - Maria Lisa Cinciari Rodano - Amedeo Rubeo - Claudio Cianca - Angelo Compagnoni | - → Giorgio Almirante - → Augusto De Marsanich - Roberto Mieville - Arturo Michelini - Ezio Maria Gray - Pino Romualdi | - → Pietro Nenni - Oreste Lizzadri - Tullio Vecchietti - Ugo Della Seta |
| Partito Nazionale Monarchico | Partito Socialista Democratico Italiano | Partito Liberale Italiano                                                                                              | Partito Repubblicano Italiano                                           |
| - → Alfredo Covelli - Vincenzo Selvaggi - Roberto Cantalupo - Ettore Viola | - → Giuseppe Saragat - Giovanni L'Eltore | - Aldo Bozzi | - → Randolfo Pacciardi - Ludovico Camangi                               |

1. 1 2 3 4 5 6 7  Opta per il Collegio Unico Nazionale
2. ↑  Opta per la circoscrizione L'Aquila-Pescara-Chieti-Teramo
3. ↑  Deceduto in data 11.04.1955; sostituito da Giovanni De Totto in data 15.04.1955
4. ↑  Deceduto in data 25.05.1958

## Elezioni politiche 1958
| Liste                                            | Voti      | %     | Seggi |
| ------------------------------------------------ | --------- | ----- | ----- |
| Democrazia Cristiana                             | 782.579   | 37,58 | 16    |
| Partito Comunista Italiano                       | 477.781   | 22,94 | 9     |
| Partito Socialista Italiano                      | 258.520   | 12,41 | 5     |
| Movimento Sociale Italiano                       | 206.088   | 9,90  | 4     |
| Partito Monarchico Popolare                      | 80.671    | 3,87  | 1     |
| Partito Nazionale Monarchico                     | 71.736    | 3,44  | 1     |
| Partito Liberale Italiano                        | 68.698    | 3,30  | 1     |
| Partito Socialista Democratico Italiano          | 59.989    | 2,88  | 1     |
| Partito Repubblicano Italiano - Partito Radicale | 49.674    | 2,39  | 1     |
| Movimento Comunità                               | 10.344    | 0,50  | -     |
| Federazione Autonoma Socialdemocratica Italiana  | 9.332     | 0,45  | -     |
| Partito Cattolico di Riscossa Nazionale - CPI    | 5.508     | 0,26  | -     |
| Fronte Unico Soldato Italiano                    | 1.760     | 0,08  | -     |
| Totale                                           | 2.082.680 |       | 39    |

| Democrazia Cristiana | Partito Comunista Italiano | Partito Socialista Italiano                                                                                    |
| --- | --- | --- |
| - Giulio Andreotti - Paolo Bonomi - Alberto Folchi - Erminio Pennacchini - Cesare Augusto Fanelli - Maria Badaloni - Renato Quintieri - Bruno Storti - Attilio Iozzelli - Francesco Maria Dominedò - Vittorio Cervone - Ruggero Villa - Dino Penazzato - Marcello Simonacci - Pietro Germani - Zaccaria Negroni | - Palmiro Togliatti - Edoardo D'Onofrio - Pietro Ingrao - Aldo Natoli - Otello Nannuzzi - Angelo Compagnoni - → Enrico Minio - Maria Lisa Cinciari Rodano - Renzo Silvestri - Claudio Cianca | - → Pietro Nenni - Oreste Lizzadri - Aldo Venturini - Tullio Vecchietti - Riccardo Fabbri - Federico Comandini |
| Movimento Sociale Italiano | Partito Monarchico Popolare | Partito Nazionale Monarchico                                                                                   |
| - Giorgio Almirante - Arturo Michelini - Giulio Caradonna - → Pino Romualdi - Augusto De Marsanich | - Achille Lauro | - → Alfredo Covelli - Roberto Cantalupo                                                                        |
| Partito Liberale Italiano | Partito Socialista Democratico Italiano | Partito Repubblicano Italiano - Partito Radicale                                                               |
| - Aldo Bozzi | - Giuseppe Saragat | - → Randolfo Pacciardi - Ludovico Camangi                                                                      |

1. ↑  Deceduto in data 15.06.1962; sostituito da Giuseppe Sales in data 19.06.1962
2. ↑  Opta per il Senato
3. ↑  Opta per la circoscrizione Milano-Pavia
4. ↑  Opta per la circoscrizione Bologna-Ferrara-Ravenna-Forlì
5. ↑  Opta per la circoscrizione Benevento-Avellino-Salerno
6. ↑  Opta per la circoscrizione Pisa-Livorno-Lucca-Massa Carrara

## Elezioni politiche 1963
| Liste                                            | Voti      | %     | Seggi |
| ------------------------------------------------ | --------- | ----- | ----- |
| Democrazia Cristiana                             | 781.484   | 33,24 | 16    |
| Partito Comunista Italiano                       | 602.771   | 25,63 | 12    |
| Partito Socialista Italiano                      | 278.940   | 11,86 | 6     |
| Movimento Sociale Italiano                       | 237.333   | 10,09 | 5     |
| Partito Liberale Italiano                        | 196.954   | 8,38  | 4     |
| Partito Socialista Democratico Italiano          | 137.566   | 5,85  | 3     |
| Partito Democratico Italiano di Unità Monarchica | 44.793    | 1,90  | 1     |
| Partito Repubblicano Italiano                    | 42.626    | 1,81  | 1     |
| Partito Autonomo Pensionati d'Italia             | 9.059     | 0,39  | -     |
| Partito Socialista Cristiano                     | 6.873     | 0,29  | -     |
| Partito Monarchico Nazionale                     | 6.472     | 0,28  | -     |
| Movimento Combattenti Italiani                   | 2.479     | 0,11  | -     |
| Movimento Popolare Italiano                      | 1.621     | 0,07  | -     |
| Avanguardia Nazionale                            | 959       | 0,04  | -     |
| Partito Laburista Italiano                       | 755       | 0,03  | -     |
| Rinnovamento Sociale                             | 689       | 0,03  | -     |
| Totale                                           | 2.351.374 |       | 48    |

| Democrazia Cristiana | Partito Comunista Italiano | Partito Socialista Italiano | Movimento Sociale Italiano                                                                      |
| --- | --- | --- | ----------------------------------------------------------------------------------------------- |
| - Giulio Andreotti - Paolo Bonomi - Bruno Storti - Vittorio Cervone - Alberto Folchi - Agostino Greggi - Ruggero Villa - Clelio Darida - Franco Evangelisti - Attilio Iozzelli - Maria Badaloni - Marcello Simonacci - Renato Quintieri - Erminio Pennacchini - Luigi D'Amato - Francesco Cavallaro | - Palmiro Togliatti - Claudio Cianca - Edoardo D'Onofrio - Alberto Carocci - Aldo Natoli - Aldo D'Alessio - Otello Nannuzzi - Tullio Pietrobono - Maria Lisa Cinciari Rodano - Enrico Minio - Paolo Alatri - Amedeo Rubeo | - → Pietro Nenni - Aldo Venturini - Tullio Vecchietti - Riccardo Fabbri - Mario Zagari - Roberto Palleschi - Giovannino Loreti | - Arturo Michelini - Giorgio Almirante - Giulio Caradonna - Luigi Turchi - Augusto De Marsanich |
| Partito Liberale Italiano | Partito Socialista Democratico Italiano | Partito Democratico Italiano di Unità Monarchica                                                                               | Partito Repubblicano Italiano                                                                   |
| - → Giovanni Malagodi - Aldo Bozzi - Vittorio Zincone - Roberto Cantalupo - Giovanni Messe | - → Giuseppe Saragat - Mario Tanassi - Alfredo Crocco - Umberto Righetti | - Alfredo Covelli | - Ludovico Camangi                                                                              |

1. ↑  Deceduto in data 21.08.1964; sostituito da Angelo La Bella in data 03.09.1964
2. 1 2  Opta per la circoscrizione Milano-Pavia
3. ↑  Opta per la circoscrizione Torino-Novara-Vercelli

## Elezioni politiche 1968
| Liste                                            | Voti      | %     | Seggi |
| ------------------------------------------------ | --------- | ----- | ----- |
| Democrazia Cristiana                             | 888.245   | 34,43 | 17    |
| Partito Comunista Italiano                       | 713.319   | 27,65 | 13    |
| Partito Socialista Unificato                     | 333.444   | 12,93 | 6     |
| Movimento Sociale Italiano                       | 213.177   | 8,26  | 4     |
| Partito Liberale Italiano                        | 198.194   | 7,68  | 4     |
| Partito Socialista Italiano di Unità Proletaria  | 80.992    | 3,14  | 1     |
| Partito Repubblicano Italiano                    | 62.768    | 2,43  | 1     |
| Partito Democratico Italiano di Unità Monarchica | 50.454    | 1,96  | 1     |
| Socialdemocrazia                                 | 18.441    | 0,71  | -     |
| Partito Monarchico Nazionale                     | 6.966     | 0,27  | -     |
| Nuova Repubblica                                 | 4.761     | 0,18  | -     |
| Partito Ordine Economico                         | 3.013     | 0,12  | -     |
| Partito Democratico Progressista                 | 2.208     | 0,09  | -     |
| Partito Comunista Rivoluzionario                 | 1.249     | 0,05  | -     |
| Riscossa Popolare                                | 1.196     | 0,05  | -     |
| Raggruppamento Italico                           | 1.135     | 0,04  | -     |
| Totale                                           | 2.579.562 |       | 47    |

| Democrazia Cristiana | Partito Comunista Italiano | Partito Socialista Unificato                                                                                           | Movimento Sociale Italiano                                               |
| --- | --- | --- | ------------------------------------------------------------------------ |
| - Giulio Andreotti - Paolo Bonomi - Bruno Storti - Giovanni Galloni - Agostino Greggi - Attilio Iozzelli - Vittorio Cervone - Marcello Simonacci - Clelio Darida - Maria Badaloni - Franco Evangelisti - Ennio Palmitessa - Carlo Felici - Guido Bernardi - Bartolo Ciccardini - Cesare Augusto Fanelli - Erminio Pennacchini | - Enrico Berlinguer - → Paolo Bufalini - Aldo Natoli - → Luigi Anderlini - Tullio Pietrobono - Aldo D'Alessio - Gabriele Giannantoni - Gino Cesaroni - Leto Morvidi - Claudio Cianca - Angelo La Bella - Franco Luberti - Franco Assante - Mario Pochetti - Antonello Trombadori | - → Pietro Nenni - Mario Tanassi - Bruno Sargentini - Mario Zagari - Giuliano Vassalli - Nevol Querci - Aldo Venturini | - Arturo Michelini - Giorgio Almirante - Giulio Caradonna - Luigi Turchi |
| Partito Liberale Italiano | Partito Socialista Italiano di Unità Proletaria | Partito Repubblicano Italiano                                                                                          | Partito Democratico Italiano di Unità Monarchica                         |
| - → Giovanni Malagodi - Aldo Bozzi - Ottorino Monaco - Roberto Cantalupo - Giuseppe Alessandrini | - Tullio Vecchietti | - Oscar Mammì | - Giovanni de Lorenzo                                                    |

1. ↑  Dimissionario in data 08.08.1969; sostituito da Ruggero Villa il giorno stesso
2. ↑  Dimissionario in data 21.10.1970; sostituito da Lamberto Bertucci in data 26.10.1970
3. 1 2  Opta per il Senato
4. 1 2  Opta per la circoscrizione Milano-Pavia
5. ↑  Deceduto in data 15.06.1969; sostituito da Pino Romualdi in data 18.06.1969

## Elezioni politiche 1972
| Liste                                           | Voti      | %     | Seggi |
| ----------------------------------------------- | --------- | ----- | ----- |
| Democrazia Cristiana                            | 963.134   | 34,42 | 17    |
| Partito Comunista Italiano                      | 761.554   | 27,21 | 13    |
| Movimento Sociale Italiano - Destra Nazionale   | 413.437   | 14,77 | 7     |
| Partito Socialista Italiano                     | 212.354   | 7,59  | 4     |
| Partito Socialista Democratico Italiano         | 154.616   | 5,53  | 3     |
| Partito Liberale Italiano                       | 115.268   | 4,12  | 2     |
| Partito Repubblicano Italiano                   | 96.232    | 3,44  | 2     |
| Il manifesto                                    | 32.151    | 1,15  | -     |
| Partito Socialista Italiano di Unità Proletaria | 27.981    | 1,00  | -     |
| Azione Cristiana Popolare                       | 7.333     | 0,26  | -     |
| Movimento Politico dei Lavoratori               | 5.177     | 0,18  | -     |
| Partito Comunista (Marxista-Leninista) Italiano | 5.023     | 0,18  | -     |
| Stella Rossa - Rivoluzione Socialista           | 3.133     | 0,11  | -     |
| Fronte dell'Uomo Qualunque                      | 1.017     | 0,04  | -     |
| Totale                                          | 2.798.410 |       | 48    |

| Democrazia Cristiana | Partito Comunista Italiano | Movimento Sociale Italiano | Partito Socialista Italiano                                                            |
| --- | --- | --- | -------------------------------------------------------------------------------------- |
| - Giulio Andreotti - Paolo Bonomi - Franco Evangelisti - Enrico Medi - Attilio Iozzelli - Amerigo Petrucci - Giovanni Galloni - Erminio Pennacchini - Mauro Bubbico - Bartolo Ciccardini - Paolo Cabras - Ruggero Villa - Guido Bernardi - Vittorio Cervone - Mario Gargano - Marcello Simonacci - Carlo Felici | - Enrico Berlinguer - Gabriele Giannantoni - Carla Capponi - Custode Fioriello - Franco Assante - Mario Pochetti - Anna Maria Ciai - Giuseppe Cittadini - Aldo D'Alessio - Antonello Trombadori - Ugo Vetere - Gino Cesaroni - Angelo La Bella | - Giorgio Almirante - → Gino Birindelli - Pino Rauti - Pino Romualdi - Giovanni de Lorenzo - Giulio Caradonna - Luigi Turchi - Sandro Saccucci | - → Riccardo Lombardi - Aldo Venturini - Mario Zagari - Nevol Querci - Ruggero Orlando |
| Partito Socialista Democratico Italiano | Partito Liberale Italiano | Partito Repubblicano Italiano |                                                                                        |
| - Mario Tanassi - Umberto Righetti - Gino Ippolito | - Aldo Bozzi - Giuseppe Alessandrini | - Ugo La Malfa - Oscar Mammì |                                                                                        |

1. ↑  Deceduto in data 26.05.1974; sostituito da Ennio Pompei in data 29.05.1974
2. ↑  Opta per la circoscrizione Firenze-Pistoia
3. ↑  Deceduto in data 26.04.1973; sostituito da Michele Marchio in data 03.05.1973
4. ↑  Opta per la circoscrizione Milano-Pavia

## Elezioni politiche 1976
| Liste                                         | Voti      | %     | Seggi |
| --------------------------------------------- | --------- | ----- | ----- |
| Partito Comunista Italiano                    | 1.138.531 | 36,04 | 20    |
| Democrazia Cristiana                          | 1.127.263 | 35,68 | 19    |
| Movimento Sociale Italiano - Destra Nazionale | 298.643   | 9,45  | 5     |
| Partito Socialista Italiano                   | 240.205   | 7,60  | 4     |
| Partito Socialista Democratico Italiano       | 105.134   | 3,33  | 2     |
| Partito Repubblicano Italiano                 | 104.961   | 3,32  | 2     |
| Partito Radicale                              | 57.709    | 1,83  | 1     |
| Democrazia Proletaria                         | 44.528    | 1,41  | 1     |
| Partito Liberale Italiano                     | 38.581    | 1,22  | 1     |
| Nuovo Partito Popolare                        | 2.267     | 0,07  | -     |
| Partito Operaio Europeo                       | 1.359     | 0,04  | -     |
| Totale                                        | 3.159.181 |       | 55    |

| Partito Comunista Italiano | Democrazia Cristiana | Movimento Sociale Italiano                                                       |
| --- | --- | -------------------------------------------------------------------------------- |
| - Enrico Berlinguer - Pietro Ingrao - Tullio Vecchietti - Cesare Amici - Altiero Spinelli - Michele De Gregorio - Lelio Grassucci - Angela Giovagnoli - Anna Maria Ciai - Piero Pratesi - Mario Pochetti - Aldo D'Alessio - Leo Canullo - Ugo Vetere - Giuseppe Siro Trezzini - Aldo Tozzetti - Gabriele Giannantoni - Alessandra Melucco Vaccaro - Antonello Trombadori - Francesco Ottaviano | - Giulio Andreotti - Paolo Bonomi - Bartolo Ciccardini - Amerigo Petrucci - Clelio Darida - Giovanni Galloni - Carlo Felici - Franco Evangelisti - Guido Bernardi - Paolo Cabras - Rodolfo Carelli - Salvatore La Rocca - Mauro Bubbico - Benito Cazora - Ennio Pompei - Carlo Merolli - Erminio Pennacchini - Mario Gargano - Ruggero Villa | - Giorgio Almirante - Vito Miceli - Pino Romualdi - Sandro Saccucci - Pino Rauti |
| Partito Socialista Italiano | Partito Socialista Democratico Italiano | Partito Repubblicano Italiano                                                    |
| - Nevol Querci - Fabrizio Cicchitto - Mario Zagari - Aldo Venturini | - Umberto Righetti - Mario Tanassi | - Ugo La Malfa - Oscar Mammì                                                     |
| Partito Radicale | Democrazia Proletaria | Partito Liberale Italiano                                                        |
| - → Marco Pannella - Emma Bonino | - Lucio Magri | - Aldo Bozzi                                                                     |

1. ↑  Dimissionario in data 13.03.1979; sostituito da Bruno Sargentini in data 14.03.1979
2. ↑  Deceduto in data 26.03.1979; sostituito da Emanuele Terrana il giorno stesso
3. ↑  Opta per la circoscrizione Torino-Novara-Vercelli
4. ↑  Dimissionaria in data 20.12.1978; sostituita da Francesco De Cataldo in data 21.12.1978

## Elezioni politiche 1979
| Liste                                             | Voti      | %     | Seggi |
| ------------------------------------------------- | --------- | ----- | ----- |
| Democrazia Cristiana                              | 1.166.059 | 36,51 | 20    |
| Partito Comunista Italiano                        | 965.904   | 30,24 | 16    |
| Partito Socialista Italiano                       | 274.258   | 8,59  | 5     |
| Movimento Sociale Italiano - Destra Nazionale     | 257.988   | 8,08  | 4     |
| Partito Radicale                                  | 166.674   | 5,22  | 3     |
| Partito Socialista Democratico Italiano           | 109.577   | 3,43  | 2     |
| Partito Repubblicano Italiano                     | 106.298   | 3,33  | 2     |
| Partito Liberale Italiano                         | 61.142    | 1,91  | 1     |
| Nuova Sinistra Unita                              | 32.808    | 1,03  | -     |
| Partito di Unità Proletaria                       | 28.954    | 0,91  | 1     |
| Democrazia Nazionale                              | 17.879    | 0,56  | -     |
| Partito Operaio Europeo                           | 2.495     | 0,08  | -     |
| Associazione per la Valorizzazione dell'Individuo | 1.907     | 0,06  | -     |
| Nuovo Partito Popolare                            | 1.869     | 0,06  | -     |
| Totale                                            | 3.193.812 |       | 54    |

| Democrazia Cristiana | Partito Comunista Italiano | Partito Socialista Italiano                                                                                    |
| --- | --- | --- |
| - Giulio Andreotti - Publio Fiori - Franco Evangelisti - Paolo Bonomi - Amerigo Petrucci - Giovanni Galloni - Clelio Darida - Paolo Cabras - Guido Bernardi - Bartolo Ciccardini - Rodolfo Carelli - Mauro Bubbico - Angelo Picano - Giancarlo Abete - Fabrizio Abbate - Francesco Bruni - Salvatore La Rocca - Carlo Merolli - Erminio Pennacchini - Mario Gargano | - Enrico Berlinguer - Pietro Ingrao - → Tullio Vecchietti - Cesare Amici - Michele De Gregorio - Altiero Spinelli - Lelio Grassucci - Alberto Asor Rosa - → Maurizio Ferrara - → Raniero La Valle - Giuseppe Siro Trezzini - Angela Giovagnoli - Antonello Trombadori - Ugo Vetere - Aldo Tozzetti - Francesco Ottaviano - Franco Ferri - Mario Pochetti - Leo Canullo | - → Bettino Craxi - Fabrizio Cicchitto - Paris Dell'Unto - Nevol Querci - Roberto Palleschi - Franco Bassanini |
| Movimento Sociale Italiano - Destra Nazionale | Partito Radicale | Partito Socialista Democratico Italiano                                                                        |
| - → Giorgio Almirante - Pino Rauti - Vito Miceli - Giulio Caradonna - Agostino Greggi | - Emma Bonino - Leonardo Sciascia - → Gianfranco Spadaccia - → Francesco De Cataldo - → Mauro Mellini - → Marco Boato - Massimo Teodori | - Pietro Longo - Silvano Costi                                                                                 |
| Partito Repubblicano Italiano | Partito Liberale Italiano | Partito di Unità Proletaria per il Comunismo                                                                   |
| - Oscar Mammì - Emanuele Terrana | - Aldo Bozzi | - Famiano Crucianelli                                                                                          |

1. ↑  Dimissionario in data 11.06.1981; sostituito da Carlo Felici in data 24.06.1981
2. ↑  Dimissionario in data 27.04.1983; sostituito da Benito Cazora il giorno stesso
3. 1 2 3 4  Opta per il Senato
4. ↑  Dimissionario in data 25.11.1980; sostituito da Piero Pratesi in data 27.11.1980, a sua volta dimissionario in data 17.12.1980 e sostituito da Luca Pavolini in data 18.12.1980
5. ↑  Deceduto in data 18.12.1979; sostituito da Anna Maria Ciai Trivelli in data 20.12.1979
6. ↑  Dimissionario in data 27.10.1981; sostituito da Silvio Antonellis in data 04.11.1981
7. ↑  Opta per la circoscrizione Milano-Pavia
8. ↑  Opta per la circoscrizione Lecce-Brindisi-Taranto
9. ↑  Opta per la circoscrizione Bari-Foggia
10. ↑  Opta per la circoscrizione Cagliari-Sassari-Nuoro-Oristano
11. ↑  Opta per la circoscrizione Venezia-Treviso
12. ↑  Deceduto in data 01.09.1979; sostituito da Aldo Gandolfi in data 04.09.1979

## Elezioni politiche 1983
| Liste                                         | Voti      | %     | Seggi |
| --------------------------------------------- | --------- | ----- | ----- |
| Democrazia Cristiana                          | 996.227   | 30,93 | 17    |
| Partito Comunista Italiano                    | 953.677   | 29,61 | 16    |
| Partito Socialista Italiano                   | 318.844   | 9,90  | 5     |
| Movimento Sociale Italiano - Destra Nazionale | 316.742   | 9,83  | 5     |
| Partito Repubblicano Italiano                 | 152.647   | 4,74  | 3     |
| Partito Socialista Democratico Italiano       | 144.731   | 4,49  | 2     |
| Partito Radicale                              | 114.922   | 3,57  | 2     |
| Partito Liberale Italiano                     | 86.811    | 2,69  | 2     |
| Partito Nazionale Pensionati                  | 50.056    | 1,55  | -     |
| Democrazia Proletaria                         | 39.854    | 1,24  | 1     |
| Unione Difesa Pensionati                      | 15.182    | 0,47  | -     |
| Partito Monarchico Nazionale                  | 13.573    | 0,42  | -     |
| Lista di Lotta                                | 6.863     | 0,21  | -     |
| Unione Pensionati Pensionandi d'Italia        | 6.528     | 0,20  | -     |
| Partito Operaio Europeo                       | 2.561     | 0,08  | -     |
| Lista per Trieste                             | 2.101     | 0,07  | -     |
| Totale                                        | 3.221.319 |       | 53    |

| Democrazia Cristiana | Partito Comunista Italiano | Partito Socialista Italiano                                                                                             |
| --- | --- | --- |
| - Giulio Andreotti - Clelio Darida - Amerigo Petrucci - Publio Fiori - Franco Fausti - Giovanni Galloni - Rolando Rocchi - Francesco Bruni - Bartolo Ciccardini - Mauro Bubbico - Guido Bernardi - Carlo Merolli - Angelo Picano - Rodolfo Carelli - Paolo Cabras - Italo Becchetti - Benito Cazora | - Enrico Berlinguer - → Pietro Ingrao - Renato Nicolini - → Giulio Carlo Argan - Famiano Crucianelli - Silvio Antonellis - Lelio Grassucci - Andrea Barbato - Leda Colombini - Paolo Ciofi - Mario Pochetti - Santino Picchetti - Francesco Sapio - Elio Giovannini - Franco Ferri - Silverio Corvisieri - Leo Canullo - Angela Giovagnoli | - → Bettino Craxi - Agostino Marianetti - Paris Dell'Unto - Giulio Santarelli - Giampaolo Sodano - Gabriele Piermartini |
| Movimento Sociale Italiano - Destra Nazionale | Partito Repubblicano Italiano | Partito Socialista Democratico Italiano                                                                                 |
| - → Giorgio Almirante - Pino Rauti - Giulio Caradonna - Vito Miceli - Giulio Maceratini - Gianfranco Fini | - → Bruno Visentini - Oscar Mammì - Mauro Dutto - Mario Di Bartolomei | - Pietro Longo - Silvano Costi                                                                                          |
| Partito Radicale | Partito Liberale Italiano | Democrazia Proletaria                                                                                                   |
| - → Marco Pannella - → Toni Negri - → Gianfranco Spadaccia - Massimo Teodori - Francesco Rutelli | - Aldo Bozzi - Paolo Battistuzzi | - → Mario Capanna - Franco Russo                                                                                        |

1. ↑  Deceduto in data 31.07.1983; sostituito da Giancarlo Abete in data 9.08.1983
2. ↑  Dimissionario in data 19.06.1985; sostituito da Silvio Costa lo stesso giorno
3. ↑  Deceduto in data 11.06.1984; sostituito da Lorenzo Ciocci in data 21.06.1984
4. ↑  Opta per la circoscrizione Perugia-Terni-Rieti
5. ↑  Opta per il Senato
6. 1 2 3  Opta per la circoscrizione Napoli-Caserta
7. ↑  Opta per la circoscrizione Venezia-Treviso
8. ↑  Dimissionario in data 02.08.1984; sostituito da Tommaso Alibrandi lo stesso giorno
9. 1 2  Opta per la circoscrizione Milano-Pavia
10. ↑  Opta per la circoscrizione Bologna-Ferrara-Ravenna-Forlì

## Elezioni politiche 1987
| Liste                                         | Voti      | %     | Seggi |
| --------------------------------------------- | --------- | ----- | ----- |
| Democrazia Cristiana                          | 1.176.844 | 34,39 | 19    |
| Partito Comunista Italiano                    | 887.491   | 25,94 | 14    |
| Partito Socialista Italiano                   | 440.670   | 12,88 | 7     |
| Movimento Sociale Italiano - Destra Nazionale | 281.484   | 8,23  | 4     |
| Partito Repubblicano Italiano                 | 116.873   | 3,42  | 2     |
| Partito Radicale                              | 116.722   | 3,41  | 2     |
| Partito Socialista Democratico Italiano       | 107.549   | 3,14  | 2     |
| Lista Verde                                   | 100.265   | 2,93  | 2     |
| Partito Liberale Italiano                     | 65.480    | 1,91  | 1     |
| Democrazia Proletaria                         | 64.315    | 1,88  | 1     |
| Alleanza Pensionati                           | 21.342    | 0,62  | -     |
| Liga Veneta - Pensionati Uniti                | 16.631    | 0,49  | -     |
| Pni Caccia Pesca                              | 14.306    | 0,42  | -     |
| Partito Sardo d'Azione                        | 4.062     | 0,12  | -     |
| Partidu Indipendentista                       | 2.972     | 0,09  | -     |
| Nuovo Partito Popolare                        | 2.461     | 0,07  | -     |
| Alleanza Popolare                             | 2.207     | 0,06  | -     |
| Totale                                        | 3.421.674 |       | 54    |

| Democrazia Cristiana | Partito Comunista Italiano | Partito Socialista Italiano | Movimento Sociale Italiano - Destra Nazionale                                               | Partito Repubblicano Italiano |
| --- | --- | --- | ------------------------------------------------------------------------------------------- | ----------------------------- |
| - Giulio Andreotti - Vittorio Sbardella - Clelio Darida - Cesare Cursi - Publio Fiori - Alberto Michelini - Carlo Merolli - Giovanni Galloni - Alberto Volponi - Francesco Bruni - Franco Fausti - Rolando Rocchi - Silvia Costa - Rodolfo Carelli - Elio Mensurati - Mauro Bubbico - Bartolo Ciccardini - Giuseppe Guarino - Carlo Alberto Ciocci | - → Alessandro Natta - → Ugo Vetere - Carole Beebe Tarantelli - → Luigi Pintor - Antonio Cederna - Renato Nicolini - → Stefano Rodotà - → Livia Turco - Natia Mammone Grossi - Lorenzo Ciocci - Daniela Romani Cignoni - Walter Veltroni - Roberta Pinto Renda - Francesco Sapio - Leda Colombini - Vincenzo Recchia - Quarto Trabacchini - Santino Picchetti - Mariella Gramaglia | - → Bettino Craxi - Paris Dell'Unto - Sebastiano Montali - Agostino Marianetti - Vincenzo Pietrini - Giulio Santarelli - Gabriele Piermartini - Raffaele Rotiroti | - → Giorgio Almirante - Gianfranco Fini - Pino Rauti - Giulio Maceratini - Giulio Caradonna | - Oscar Mammì - Mauro Dutto   |
| Partito Radicale | Partito Socialista Democratico Italiano | Lista Verde | Partito Liberale Italiano                                                                   | Democrazia Proletaria         |
| - → Marco Pannella - Ilona Staller - → Bruno Zevi - → Francesco Rutelli - Luigi D'Amato | - Franco Nicolazzi - Silvano Costi | - Massimo Scalia - Annamaria Procacci | - Paolo Battistuzzi                                                                         | - Franco Russo                |

1. ↑  Nominato senatore a vita in data 01.06.1991; sostituito da Giancarlo Abete in data 20.06.1991
2. ↑  Dimissionario in data 20.07.1990; sostituito da Francesco D'Onofrio in data 26.07.1990
3. ↑  Deceduto in data 17.05.1988; sostituito da Siro Castrucci in data 01.06.1988
4. ↑  Deceduto in data 01.12.1991; sostituito da Fabrizio Abbate in data 04.12.1991
5. ↑  Opta per la circoscrizione Genova-Imperia-La Spezia-Savona
6. ↑  Opta per il Senato
7. ↑  Opta per la circoscrizione Firenze-Pistoia
8. ↑  Opta per la circoscrizione Catanzaro-Cosenza-Reggio Calabria
9. ↑  Opta per la circoscrizione Torino-Novara-Vercelli
10. 1 2 3  Opta per la circoscrizione Napoli-Caserta
11. ↑  Opta per la circoscrizione Palermo-Trapani-Agrigento-Caltanissetta
12. ↑  Opta per la circoscrizione Venezia-Treviso

## Elezioni politiche 1992
| Liste                                         | Voti      | %     | Seggi |
| --------------------------------------------- | --------- | ----- | ----- |
| Democrazia Cristiana                          | 1.092.061 | 31,00 | 17    |
| Partito Democratico della Sinistra            | 626.544   | 17,78 | 10    |
| Partito Socialista Italiano                   | 438.627   | 12,45 | 7     |
| Movimento Sociale Italiano - Destra Nazionale | 309.021   | 8,77  | 5     |
| Partito della Rifondazione Comunista          | 208.604   | 5,92  | 3     |
| Partito Repubblicano Italiano                 | 196.989   | 5,59  | 3     |
| Federazione dei Verdi                         | 116.053   | 3,29  | 2     |
| Partito Socialista Democratico Italiano       | 115.232   | 3,27  | 2     |
| Partito Liberale Italiano                     | 105.397   | 2,99  | 2     |
| Lista Marco Pannella                          | 84.394    | 2,40  | 2     |
| La Rete                                       | 45.693    | 1,30  | 1     |
| Sì Referendum                                 | 40.346    | 1,15  | -     |
| Partito dell'Amore                            | 22.409    | 0,64  | -     |
| Lega Nord                                     | 20.410    | 0,58  | -     |
| Partito Pensionati                            | 18.904    | 0,54  | -     |
| Verdi Federalisti                             | 15.473    | 0,44  | -     |
| Caccia Pesca Ambiente                         | 14.495    | 0,41  | -     |
| Federalismo                                   | 12.615    | 0,36  | -     |
| La Lega Casalinghe Pensionati                 | 9.976     | 0,28  | -     |
| Lega Lazio                                    | 5.918     | 0,17  | -     |
| Lega delle Leghe                              | 5.633     | 0,16  | -     |
| Partito Cristiano della Democrazia            | 5.042     | 0,14  | -     |
| Movimento Politico Difesa Automobilisti       | 4.186     | 0,12  | -     |
| Vivere Insieme                                | 2.842     | 0,08  | -     |
| Partito Giustizialista                        | 2.792     | 0,08  | -     |
| Lega d'Azione Meridionale                     | 2.015     | 0,06  | -     |
| Lega Nazionale di Protesta                    | 1.448     | 0,04  | -     |
| Totale                                        | 3.523.119 |       | 54    |

| Democrazia Cristiana | Partito Democratico della Sinistra | Partito Socialista Italiano | Movimento Sociale Italiano - Destra Nazionale                                                    |
| --- | --- | --- | ------------------------------------------------------------------------------------------------ |
| - Franco Marini - Vittorio Sbardella - Cesare Cursi - Marco Ravaglioli - Paolo Tuffi - Franco Fausti - Elio Mensurati - Francesco D'Onofrio - Publio Fiori - Fabrizio Abbate - Silvia Costa - Lino Diana - Clemente Carta - Gabriele Mori - Francesco Bruni - Alberto Michelini - Rodolfo Carelli | - Achille Occhetto - Chiara Ingrao - Renato Nicolini - Maria Antonietta Sartori - Carole Beebe Tarantelli - Giuseppe Alveti - Angelo Fredda - Vincenzo Recchia - Augusto Battaglia - Quarto Trabacchini | - Paris Dell'Unto - Raffaele Rotiroti - Agostino Marianetti - Bruno Landi - Antonio Ruberti - Gabriele Piermartini - Rosa Filippini | - Gianfranco Fini - Teodoro Buontempo - Maurizio Gasparri - Giulio Maceratini - Giulio Caradonna |
| Partito della Rifondazione Comunista | Partito Repubblicano Italiano | Federazione dei Verdi | Partito Socialista Democratico Italiano                                                          |
| - Sergio Garavini - Lucio Manisco - Famiano Crucianelli | - Oscar Mammì - Mauro Dutto - Enrico Modigliani | - Francesco Rutelli - Massimo Scalia                                                                                                | - Robinio Costi - Antonio Pappalardo                                                             |
| Partito Liberale Italiano | Lista Pannella | La Rete |                                                                                                  |
| - Renato Altissimo - Paolo Battistuzzi | - → Marco Pannella - Giovanni Guido Elsner - Emma Bonino | - → Leoluca Orlando - → Carlo Palermo - → Alfredo Galasso - Laura Rozza                                                             |                                                                                                  |

1. ↑  Dimissionario in data 14.09.1993; sostituito da Goffredo Bettini lo stesso giorno
2. ↑  Dimissionario in data 12.01.1993; sostituito da Antonio Quattrocchi in data 14.01.1993
3. ↑  Dimissionario in data 14.01.1994; sostituito da Franco Russo in data 19.01.1994
4. ↑  Opta per la circoscrizione Torino-Novara-Vercelli
5. 1 2  Opta per la circoscrizione Palermo-Trapani-Agrigento-Caltanissetta
6. ↑  Opta per la circoscrizione Trento-Bolzano